# Metabus ocellatus
Metabus ocellatus là một loài nhện trong họ Tetragnathidae.
Loài này thuộc chi Metabus. Metabus ocellatus được Eugen von Keyserling miêu tả năm 1864.